# Bela Lugosi
Bela Lugosi, pseudonimo di Béla Ferenc Dezső Blaskó (Lugoj, 20 ottobre 1882 – Los Angeles, 16 agosto 1956), è stato un attore ungherese naturalizzato statunitense.
È rimasto celebre per le sue interpretazioni in film horror, prima fra tutte quella del personaggio del Conte Dracula. Recitò in piccoli ruoli teatrali in patria, dove fu anche attivo come sindacalista, e prese parte al suo primo film nel 1917, ma dovette lasciare il suo paese a seguito della fallita rivoluzione sovietica ungherese del 1919. Recitò quindi in vari film in Germania prima di approdare negli Stati Uniti come marinaio su una nave mercantile.
Nel 1927 esordì a Broadway nell'adattamento teatrale del romanzo Dracula di Bram Stoker, nel ruolo del protagonista; successivamente interpretò lo stesso ruolo nel film Dracula prodotto nel 1931 dalla Universal Pictures. Durante gli anni trenta ottenne ruoli importanti in molti film horror di successo, ambientati nell'Europa orientale, ma il suo accento ungherese limitò il suo repertorio, ed egli tentò senza successo di evitare ingaggi come caratterista.
Negli stessi anni recitò spesso accanto a Boris Karloff, il quale otteneva ruoli di più alto livello. Nonostante la sua frustrazione, Lugosi, rappresentante del sindacato degli attori statunitensi (la Screen Actors Guild o SAG), venne sempre più emarginato in ruoli secondari e impiegato dalle major cinematografiche principalmente per sfruttarne il nome. Al fianco di Karloff, interpretò ruoli principali in The Black Cat (1934), in The Raven (1935) e ne Il figlio di Frankenstein (1939); anche in The Raven, Karloff percepì un compenso più alto nonostante Lugosi fosse il protagonista. Sottoposto a cure mediche regolari per problemi di sciatica, divenne dipendente da morfina e metadone e, dopo che tale dipendenza divenne nota ai produttori, le offerte di lavoro continuarono a diminuire, tanto che Lugosi terminò la carriera recitando in film a basso costo, l'ultimo dei quali fu Plan 9 from Outer Space (1956) di Ed Wood. Si sposò cinque volte ed ebbe un figlio, Bela George Lugosi; morì di attacco cardiaco il 16 agosto 1956.

## Biografia

### Debutto
Nacque a Lugos (oggi Lugoj, Romania) nel Banato, regione dell'Impero austro-ungarico, ultimo dei quattro figli di István Blaskó, un banchiere, e Paula de Vojnich, di nascita serba; la famiglia era di etnia ungherese e di religione cattolica. Dall'aggettivo in lingua ungherese riferito alla sua città natale prese il cognome d'arte che adottò durante la sua lunga carriera di attore. All'età di 12 anni abbandonò la scuola. Iniziò la sua carriera di attore tra il 1901 e il 1902. Le sue prime interpretazioni conosciute risalgono alla stagione 1903–1904 in teatri locali, dove recitò in piccoli ruoli in molti spettacoli ed operette. Passò successivamente alle opere di Shakespeare e a ruoli sempre più importanti. Dopo essersi trasferito a Budapest nel 1911, recitò in dozzine di ruoli presso il Teatro Nazionale dell'Ungheria tra il 1913 ed il 1919. Nonostante Lugosi abbia successivamente dichiarato di essere diventato l'attore principale del teatro, quasi tutti i suoi ruoli erano piccoli o secondari. Nel frattempo, nel 1903, aveva cambiato il suo cognome in "Lugosi", in onore del suo paese natale.
Partecipò alla prima guerra mondiale come tenente di fanteria dell'Imperiale e regio esercito dal 1914 al 1916 e, dopo il conflitto, fondò il sindacato degli attori e fu parte attiva della sinistra del suo paese. Venne anche decorato con la Medaglia ai feriti di guerra per la sua partecipazione al conflitto sul fronte russo. Nel 1917 sposò Ilona Szmik, da cui si separò nel 1920. Studiò all'Accademia teatrale di Budapest, dove iniziò a calcare le scene, diventando presto famoso come eroe romantico del palcoscenico.

### Primi film
La prima apparizione cinematografica di Lugosi avvenne nel film Az ezredes (1917). Nelle sue apparizioni nel cinema ungherese muto utilizzava il nome d'arte Arisztid Olt. Recitò in 12 film ungheresi tra il 1917 ed il 1918, prima di trasferirsi all'estero.
Dopo la caduta della Repubblica Sovietica Ungherese guidata da Béla Kun nel 1919, politici di sinistra e sindacalisti finirono nel mirino. A Lugosi venne vietato di recitare a causa della sua partecipazione alla creazione del sindacato degli attori e alla sua attiva militanza nello stesso, ed egli fu costretto ad abbandonare il paese. Inizialmente si trasferì a Vienna, prima di stabilirsi a Berlino (sulla Lange Straße), dove continuò a recitare. Durante il suo esilio in Germania iniziò ad apparire in un piccolo numero di film abbastanza apprezzati; tra gli altri gli adattamenti cinematografici dei romanzi di Karl May Auf den Trümmern des Paradieses (Sul ciglio del paradiso) e Die Todeskarawane (Il caravan della morte), al fianco dell'attrice di religione ebraica Dora Gerson (che morirà nel campo di concentramento di Auschwitz).
Lugosi lasciò la Germania nell'ottobre del 1920, con la volontà di emigrare negli Stati Uniti, e riuscì ad entrare nel paese a New Orleans (Louisiana) come marinaio imbarcato su una nave mercantile. Si diresse quindi verso New York e venne posto sotto osservazione all'ufficio dell'immigrazione di Ellis Island nel marzo del 1921.. Dichiarò la sua intenzione di diventare un cittadino statunitense nel 1928 e ottenne la cittadinanza il 26 giugno del 1931.
Al suo arrivo in America, grazie alla sua prestanza fisica (un metro ed ottantacinque di altezza e 83 kg di peso), Lugosi lavorò per un certo periodo come uomo di fatica; successivamente a New York entrò in una compagnia teatrale della comunità ungherese. Con altri attori suoi connazionali formò una compagnia che girava le città orientali degli Stati Uniti esibendosi per un pubblico di immigrati. Lugosi recitò in molte rappresentazioni ungheresi prima di ottenere il primo ruolo in inglese a Broadway, The Red Poppy, nel 1922 Tre ruoli ulteriori li ottenne nel 1925–26, compreso un impiego di cinque mesi nella comedy-fantasy The Devil in the Cheese.
Nel 1925 recitò come sceicco arabo in Arabesque al Teck Theatre di Buffalo, prima di ritornare a Broadway. Il suo primo ruolo cinematografico in un film americano arrivò nel 1923 nel melodramma The Silent Command. Seguirono molti altri ruoli nel cinema muto, sia come antagonista che come caratterista, tutti in produzioni realizzate nell'area di New York.

### Dracula

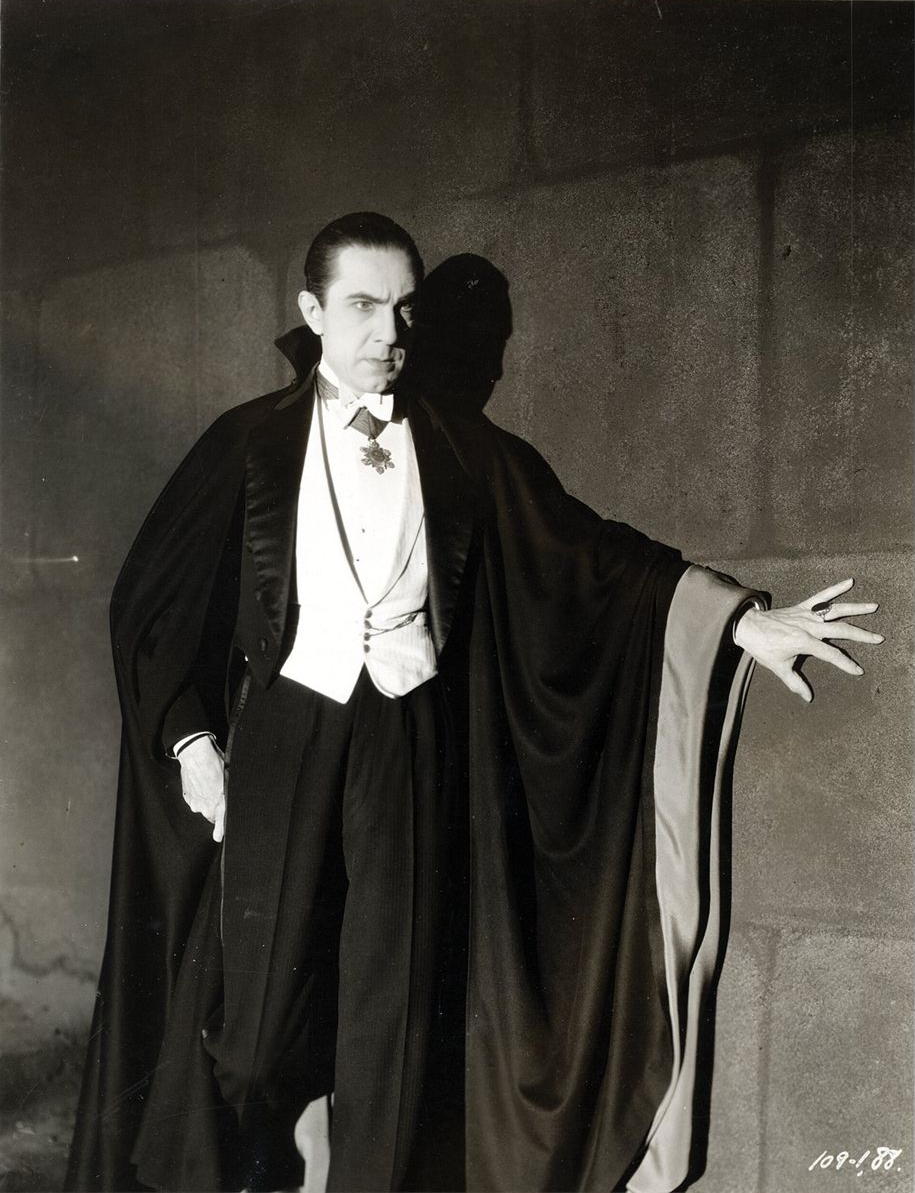
Bela Lugosi nei panni di Dracula in una foto di scena del film omonimo del 1931

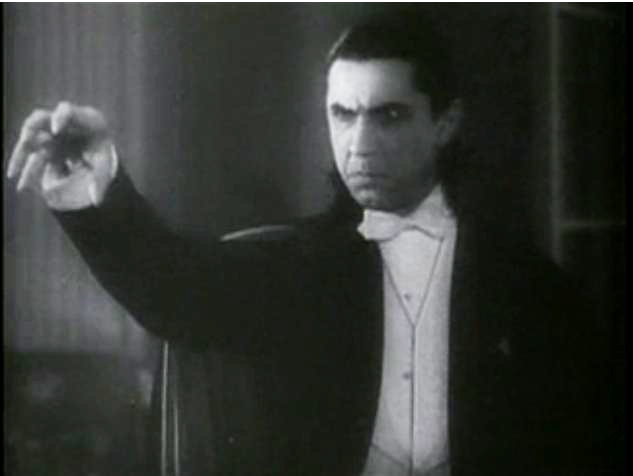
Bela Lugosi nei panni di Dracula nel film omonimo del 1931

Lugosi affrontò per la prima volta il personaggio di Dracula nel 1927, in una produzione teatrale a Broadway adattata da Hamilton Deane e John L. Balderston dal romanzo di Bram Stoker Dracula. La produzione di Horace Liveright fu un successo e andò in scena per 261 repliche prima di iniziare un tour degli Stati Uniti che raccolse ovunque critiche positive e successo tra il 1928 e il 1929.

Nel 1928 Lugosi decise di fermarsi in California alla fine del tour sulla West Coast. La sua performance aveva raccolto l'interesse dei Fox Studios, che nel 1929 gli affidarono un ruolo nel film muto The Veiled Woman. Apparve anche in Prisoners (film considerato perduto), che venne prodotto sia in versione muta che sonora.

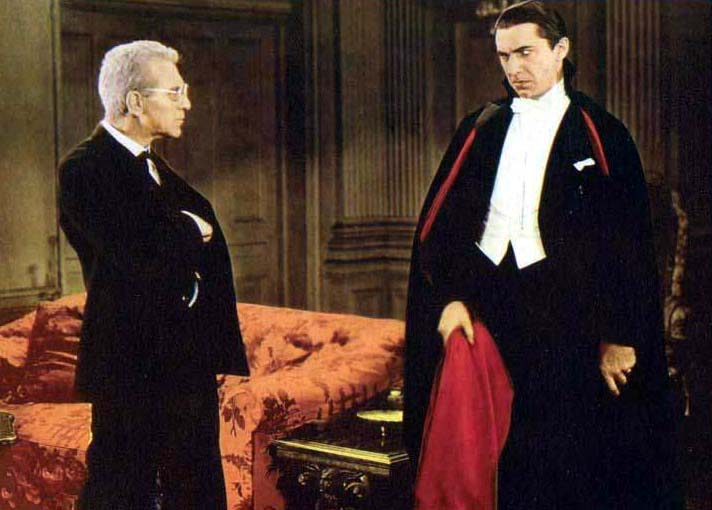
Bela Lugosi con Edward Van Sloan in Dracula (1931)

Nel 1929, non avendo altri impegni cinematografici in vista, tornò ad interpretare Dracula in un breve tour sulla West Coast e rimase in California, riprendendo il suo lavoro con la Fox nei primi film sonori degli studios, recitando spesso come cattivo o interpretando esotiche figure di sceicco. Nel 1931 riuscì a ottenere il ruolo che più desiderava, quello di Dracula nell'omonimo film che la Universal Pictures, specializzata nel genere horror, si accingeva a realizzare. La pellicola, diretta da Tod Browning, ebbe un enorme successo, al di là delle più rosee previsioni della Universal, ed è a tutt'oggi considerata un "classico" del suo genere, grazie soprattutto alla suggestiva interpretazione di Lugosi che, con la sua eleganza, il suo sguardo ipnotico e il suo accento mitteleuropeo, diede al personaggio del conte vampiro un fascino aristocratico e macabro al tempo stesso.
Inizialmente scritturato per interpretare il mostro in Frankenstein di James Whale (1931), Lugosi abbandonò il film prima dell'inizio delle riprese per divergenze artistiche con la produzione, lasciando il posto a Boris Karloff. Solo nel 1939 sarebbe tornato sul set di un film sul mostro di Frankenstein, interpretando con efficacia il ruolo di Ygor in Il figlio di Frankenstein (1939) e nel successivo Il terrore di Frankenstein (1942), prima di accettare di interpretare finalmente l'infelice creatura creata in laboratorio in Frankenstein contro l'uomo lupo (1943).
Divenuto immediatamente un divo dell'horror grazie al ruolo di Dracula, Lugosi lavorò intensamente per tutti gli anni trenta e nella prima metà degli anni quaranta in numerosi film dell'orrore, alcuni di ottima fattura come Il dottor Miracolo (1932), L'isola degli zombies (1932), The Black Cat (1934), Il raggio invisibile (1936) e L'uomo lupo (1941), altri, pur con limitazioni di budget della produzione, ancora di buon livello, come Il corpo scomparso (1942), Voodoo Man (1944). Durante gli anni quaranta recitò in una trentina di pellicole, spesso decisamente più modeste del decennio precedente, quali L'uomo scimmia (1943) e Scared to Death (1947), impersonando di volta in volta il ruolo di medico folle, di vampiro, di scienziato sadico.
Specializzatosi in ruoli di personaggi sinistri, dalla gestualità enfatica e spesso al limite del grottesco, solo in rare occasioni Lugosi ebbe la possibilità di allontanarsi da questo cliché: una di queste fu per un piccolo ruolo nella commedia Ninotchka (1939), accanto a Greta Garbo.

### Ruoli da caratterista
Nonostante la notorietà conquistata con l'apparizione come Dracula (nel film apparve con un make up essenziale, usando il suo naturale e forte accento), Lugosi si ritrovò a recitare in ruoli da caratterista come villain in film horror quali Il dottor Miracolo (1932), The Raven (1935) e Il figlio di Frankenstein (1939) per la Universal, e nella pellicola indipendente L'isola degli zombies (1932). Il suo accento, per quanto parte della sua immagine pubblica, limitò i ruoli che poteva interpretare.
Lugosi tentò di interrompere questa tipologia di caratterizzazioni facendo audizioni per altri ruoli. Venne scartato, a favore di Lionel Barrymore, per il ruolo di Rasputin ne Rasputin e l'imperatrice (1932), a favore di C. Henry Gordon per il ruolo di Surat Khan in La carica dei seicento (1936), a favore di Basil Rathbone per il ruolo del commissario Dimitri Gorotchenko in Tovarich (1937), ruolo che Lugosi aveva interpretato in teatro. Interpretò l'elegante e focoso generale Nicholas Strenovsky-Petronovich in International House (1933).

### Rivalità con Boris Karloff
Le pellicole The Black Cat (1934), il già citato Il figlio di Frankenstein (1939), Black Friday (1940) e La jena (1945) misero Lugosi a confronto con il suo maggiore rivale nel genere horror, Boris Karloff, che aveva interpretato al suo posto il mostro di Frankenstein nella pellicola di Whale, confronto che suscitò molte e svariate opinioni tra gli esperti e gli storici del cinema. Sulla rivalità tra i due vi sono notizie contraddittorie; alcuni sostengono che Lugosi fosse risentito per il successo di Karloff, altri suggeriscono che tra i due attori ci fosse, almeno per un periodo, una buona amicizia. Karloff stesso nelle interviste sottolineava che Lugosi inizialmente non si fidasse di lui durante le riprese, pensando che l'attore inglese volesse rubargli la scena. Quando capì che ciò non avveniva, secondo le parole di Karloff, Lugosi si rilassò e i due lavorarono insieme amichevolmente (anche se alcune fonti suggeriscono che Lugosi fosse infastidito dalle pause pomeridiane per il tè richieste da Karloff).
La Universal ingaggiò Lugosi in un paio di film dandogli la parte del protagonista positivo come in The Black Cat (1934), dopo che Karloff si fu accordato per avere una parte di maggior rilievo come cattivo, Il raggio invisibile (1936), e una parte romantica nell'avventura seriale The Return of Chandu, ma i suoi ruoli da caratterista erano ormai troppo famosi per sovvertire il consueto cliché. Karloff ebbe il vantaggio di essere di madrelingua inglese, mentre Lugosi fu penalizzato dalla necessità di imparare l'inglese come seconda lingua da adulto, e non riuscì mai ad eliminare il suo accento originario.

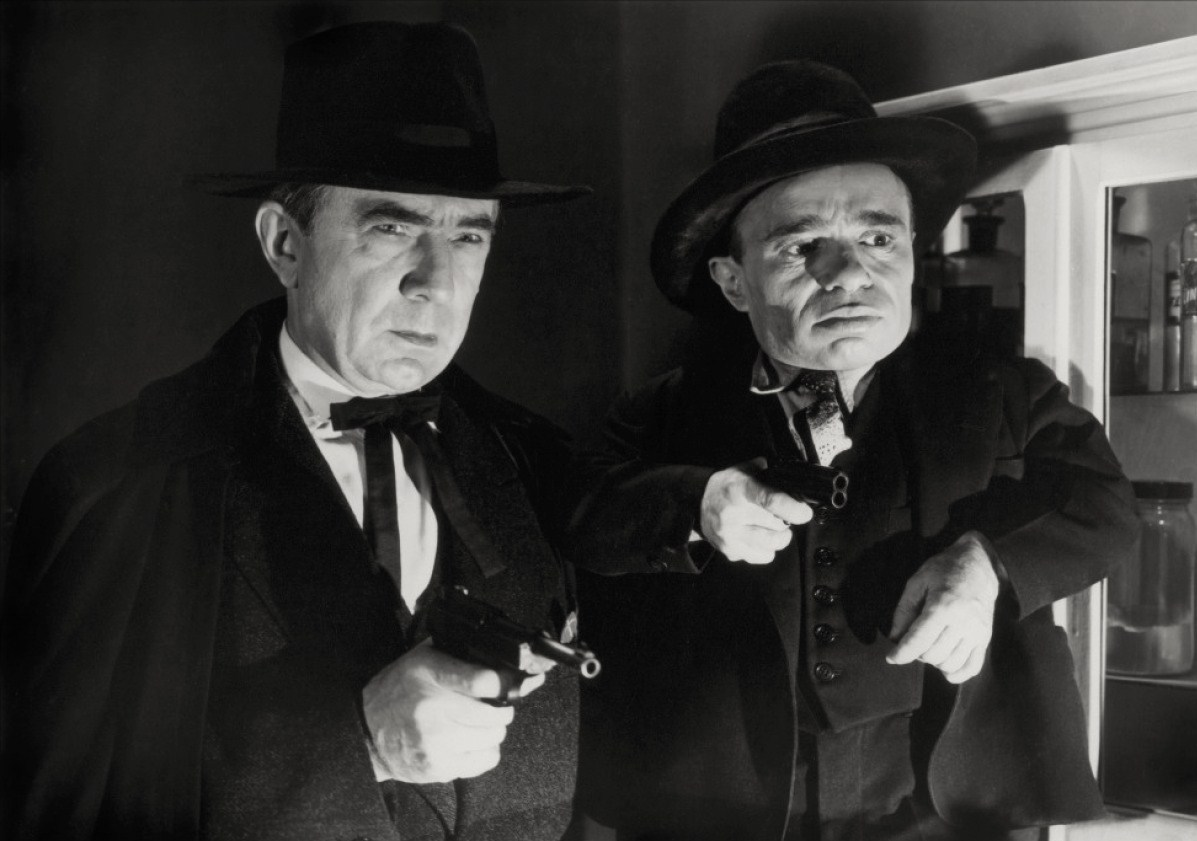
Con Angelo Rossitto in Scared to Death (1947)

Lugosi indirizzò le sue richieste di ingaggio per differenti generi cinematografici sul Players Directory del 1937, pubblicato dalla Motion Picture Academy, nel quale lui (o il suo agente) suggerivano l'idea che fosse un errore l'impiego dell'attore solo nei film horror.

### Il declino e la collaborazione con Ed Wood
Dopo la metà degli anni quaranta i ruoli disponibili si diradarono e per Lugosi, diventato morfinomane, iniziò un rapido e triste declino. Nel 1948 tornò al personaggio di Dracula con il film Il cervello di Frankenstein, parodia del genere horror nella quale interpretò il suo storico ruolo per la seconda e ultima volta sullo schermo, accanto ai comici Gianni e Pinotto. Ormai snobbato dalla critica, Lugosi non apparve più sullo schermo fino al 1952, quando si produsse in un'altra infelice parodia di se stesso nel demenziale Bela Lugosi e il gorilla di Brooklyn.
Verso la metà degli anni cinquanta, afflitto da problemi di salute e trovandosi in difficoltà finanziarie, Lugosi tornò sullo schermo, accettando di apparire in tre pellicole del regista Ed Wood. Le prime due furono Glen or Glenda (1953) e La sposa del mostro (1955). Apparve inoltre nel film Il sonno nero del dottor Satana (1956), in cui recitò con alcuni dei maggiori interpreti dell'horror: Lon Chaney Jr., John Carradine e Basil Rathbone. L'ultima delle tre pellicole dirette da Ed Wood, Plan 9 from Outer Space (1959), venne girata dopo la morte di Lugosi e contiene solo poche sequenze con l'attore protagonista, tratte da provini effettuati prima della produzione del film. In altre scene, la parte di Lugosi è ripresa da una controfigura che appare di spalle o col volto semi-coperto.
Le vicende dell'ultimo periodo della vita di Lugosi e la sua collaborazione con il regista Ed Wood sono narrate in maniera romanzata nel film biografico di Tim Burton Ed Wood (1994), in cui Lugosi è interpretato da Martin Landau, il quale vinse - per questo ruolo - il premio Oscar al miglior attore non protagonista.

### Morte

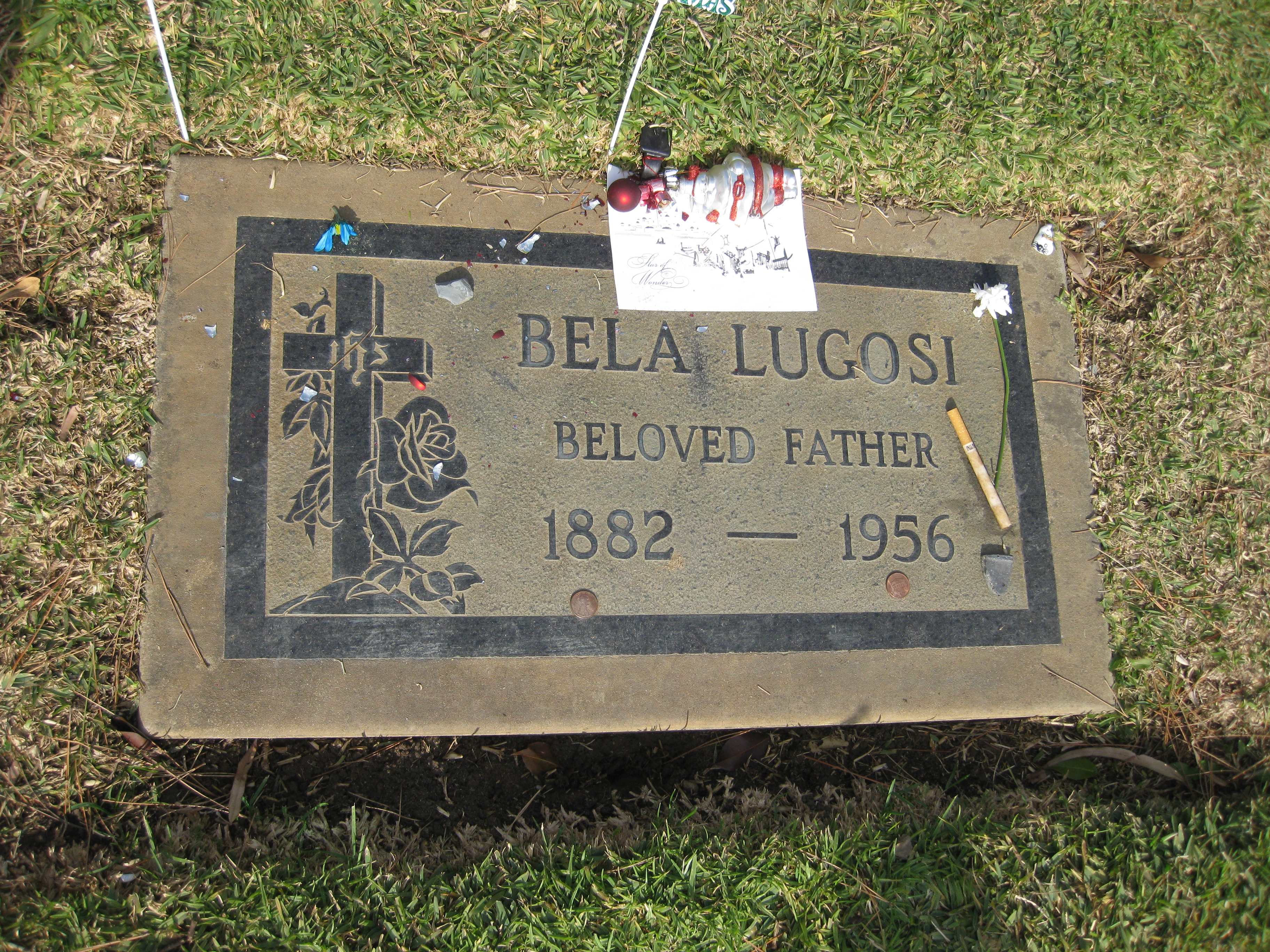
La tomba di Lugosi all'Holy Cross Cemetery di Culver City in California

Lugosi morì per un attacco cardiaco il 16 agosto 1956, all'età di 73 anni, mentre si trovava a letto nel suo appartamento di Los Angeles. La voce secondo cui Lugosi, al momento della sua morte, stesse stringendo i fogli della sceneggiature di The Final Curtain, un film progettato da Ed Wood, non risponde al vero.
Lugosi venne sepolto, con indosso il mantello di Dracula, all'Holy Cross Cemetery di Culver City, in California. Contrariamente a quanto comunemente si crede, l'attore non lasciò mai alcuna disposizione per essere sepolto con il mantello; il figlio Bela G. Lugosi ha confermato in numerose occasioni che lui e sua madre, Lillian, presero la decisione poiché ritenevano che questa sarebbe stata la volontà del defunto.

## Vita privata

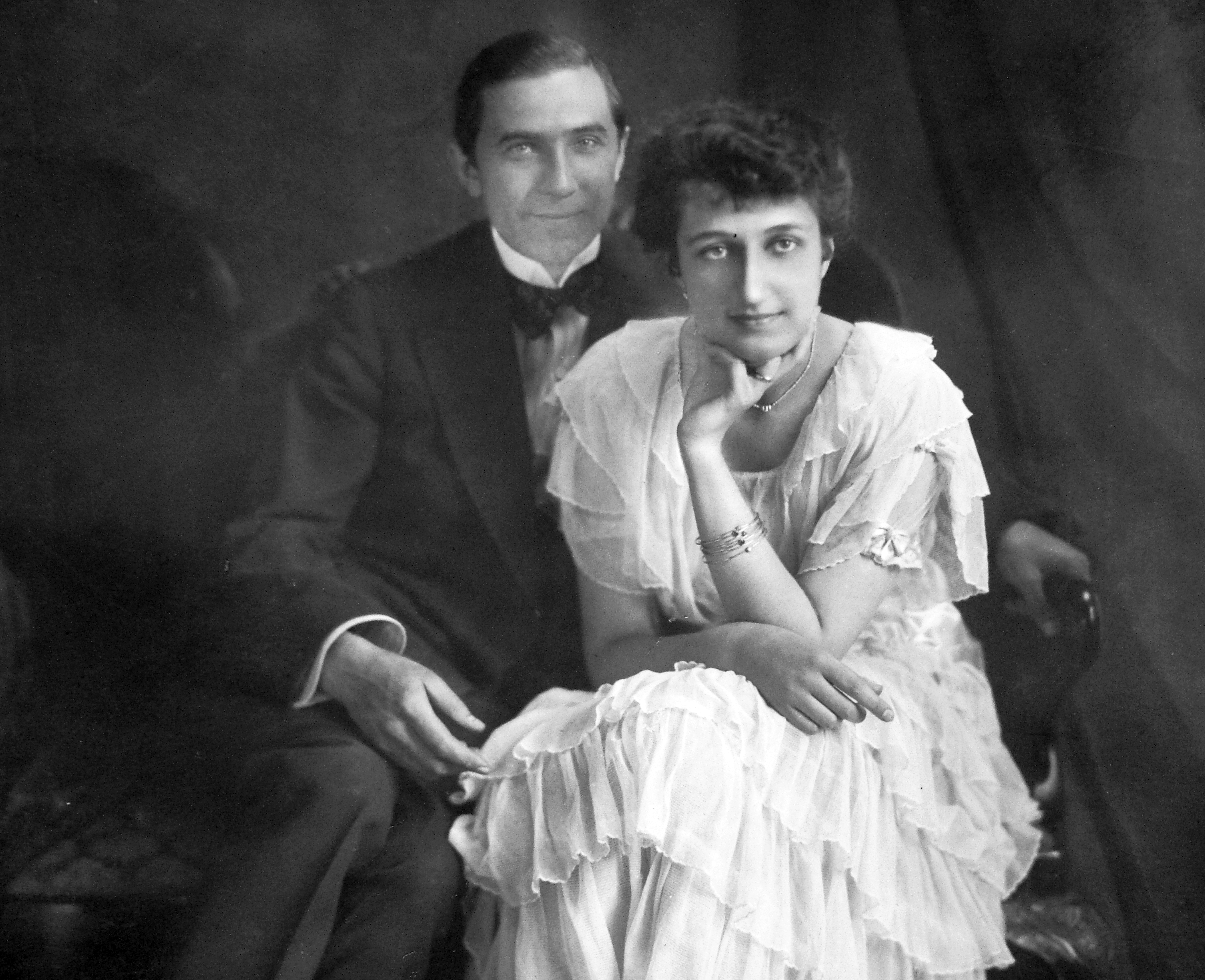
Con sua moglie, Ilona Szmik, nel 1917

Nel 1917 Lugosi sposò Ilona Szmik, dalla quale divorziò nel 1920 a causa di divergenze politiche con i genitori di lei. Nel 1921 sposò Ilona von Montagh, dalla quale divorziò nel 1924. Nel 1929 Lugosi entrò nell'alta società quando sposò a San Francisco la ricca Beatrice Weeks, vedova dell'architetto Charles Peter Weeks. L'unione fece scalpore negli ambienti di Hollywood quando la Weeks chiese il divorzio dopo soli quattro mesi, accusando l'attrice Clara Bow di essere l'amante di Lugosi.
Dopo aver ottenuto nel 1931 la cittadinanza statunitense, nel 1933 Lugosi sposò la diciannovenne Lillian Arch, figlia di un immigrato ungherese, dalla quale nel 1938 ebbe un figlio, Bela G. Lugosi.
Lillian e Lugosi, insieme alla madre di lui, abitarono presso la loro proprietà sul Lake Elsinore in California (all'epoca chiamata Elsinore) tra il 1944 e il 1953. Bela Lugosi Jr. frequentò la Elsinore Naval & Military School a Lake Elsinore. La coppia divorziò nel 1953, in parte a causa della gelosia di Lugosi nei confronti di Lillian, che aveva ottenuto un lavoro a tempo pieno come assistente di Brian Donlevy sul set ed in studio per la serie radiofonica e televisiva di Donlevy Missione pericolosa. Lillian successivamente sposò Brian Donlevy nel 1966, mentre Lugosi sposò Hope Lininger, la sua quinta moglie, nel 1955. Il matrimonio durò fino alla morte di lui. Lei era una sua fan ed aveva iniziato a scrivergli lettere (che firmava con la frase "Un impeto di speranza") sin dal ricovero di Lugosi per abuso di Demerol. La Lininger morì nel 1997 all'età di 77 anni.

## Influenza culturale
- Il gruppo post-punk inglese dei Bauhaus gli ha dedicato una canzone, Bela Lugosi's Dead. Durante le esibizioni live il cantante Peter Murphy era solito recitarne il testo con un mantello simile a quello usato da Lugosi. Anni dopo, il gruppo thrash-death metal brasiliano Sepultura, la band italiana Opera IX e quella francese Nouvelle Vague hanno fatto delle cover del brano dei Bauhaus.
- Il nome Bela Lugosi è citato più volte da Pier Vittorio Tondelli nell'ultimo capitolo ("Autobahn") del libro Altri libertini.
- Nel suo Bela Lugosi (Adelphi) Edgardo Franzosini racconta che Lugosi finì per identificarsi con il più famoso dei personaggi da lui interpretati e che morì pronunciando le parole: "Io sono il conte Dracula. Io sono immortale!".
- Nella serie di romanzi Cronache dei vampiri di Anne Rice il Bela Lugosi è uno dei tanti locali dark/gothic frequentati dai vampiri.
- L'attore Béla Blasko Lugosi è uno tra i protagonisti nel romanzo di Marco Buticchi L'anello dei Re, dove egli compare in veste di sé stesso dall'età giovanile alla morte passando per la carriera militare, gli esordi nel cinema, il successo e il tramonto come attore. L'autore ve lo raffigura privo di scrupoli legando curiosamente la sua carriera di attore e interprete principale del personaggio di Dracula il vampiro con il soggetto del libro stesso.
- Nel fumetto Zagor uno dei principali avversari del protagonista è un vampiro chiamato Bela Rakosi.
- Il chitarrista dei Def Leppard, Phil Collen, possiede una chitarra Jackson Dinky recante l'effigie di Bela Lugosi, fatta costruire appositamente per lui intorno alla metà degli anni ottanta. La chitarra è stata utilizzata nel video della canzone Animal e durante numerose esibizioni live.[26]
- Nella canzone dei Kinks del 1972 Celluloid Heroes (in cui il leader della band Ray Davies rende omaggio alla Hollywood walk of fame e al cinema americano con cui era cresciuto) Lugosi è citato nella terza strofa.[27]
- L'attore viene citato nel singolo del 2006 La mia parte intollerante, del cantautore italiano Caparezza: «[...] studio in una classe di rissosi eccitati dai globuli rossi manco fossero Bela Lugosi.»
- Nel gioco di ruolo Vampiri: la Masquerade, l'espressione "Bela Lugosi è morto" è una presa in giro dei vampiri nei confronti della vita dei comuni mortali, destinata a finire.
- Nel film Hotel Transylvania 2, il fedele servo di Vlad Dracula si chiama Bela proprio in suo onore.
- A Bela Lugosi è dedicata una rapsodia per organo, composta nel 2017 da Carlotta Ferrari, le cui sezioni ripercorrono idealmente la carriera dell'attore e si concludono con una ciarda ungherese.[28]
- Nella copertina del videogioco Castlevania: The Adventure, Dracula è disegnato con le fattezze di Bela Lugosi.
- Bela Lugosi viene citato nel brano Deadly combination del gruppo TruceKlan: "We sell morfina a Bela Lugosi with cocaina we mix the dosi"
- Nel videogioco del 2021 Resident Evil Village una delle figlie di Alcina Dimitrescu si chiama Bela, un chiaro riferimento all’attore
- Lugosi viene citato nella serie Starsky e Hutch, da Starsky nella puntata ‘regolamento di conti’, episodio 15, prima stagione.

## Filmografia
- A Régiséggyüjtö, cortometraggio, regia di Alfréd Deésy (1917)
- Nászdal, regia di Alfréd Deésy (1917)
- Leoni Leo, regia di Alfréd Deésy (1917)
- Az ezredes, regia di Michael Curtiz (1917)
- Tavaszi vihar, regia di Alfréd Deésy (1918)
- Lulu, regia di Michael Curtiz (1918)
- Küzdelem a létért, regia di Alfréd Deésy (1918)
- Casanova, regia di Alfréd Deésy (1918)
- Álarcosbál, regia di Alfréd Deésy (1918)
- Lili, regia di Cornelius Hintner (1918)
- Az élet királya, regia di Alfréd Deésy (1918)
- 99, regia di Michael Curtiz (1918)
- Die Teufelsanbeter, regia di Marie Luise Droop (1920)
- Die Frau im Delphin, oder 30 Tage auf dem Meeresgrund, regia di Artur Kiekebusch-Brenken (1920)
- Der Fluch der Menschheit - 1. Die Tochter der Arbeit, regia di Richard Eichberg (1920)
- Hypnose, regia di Richard Eichberg (1920)
- Der Tanz auf dem Vulkan - 1. Sybil Young, regia di Richard Eichberg (1920)
- Der Tanz auf dem Vulkan - 2. Der Tod des Großfürsten, regia di Richard Eichberg (1920)
- Nat Pinkerton im Kampf, 1. Teil - Das Ende des Artisten Bartolini, regia di Wolfgang Neff (1920)
- La testa di Giano (Der Januskopf), regia di Friedrich Wilhelm Murnau (1920)
- Lederstrumpf, 1. Teil: Der Wildtöter und Chingachgook, regia di Arthur Wellin (1920)
- Der Fluch der Menschheit - 2. Im Rausche der Milliarden, regia di Richard Eichberg (1920)
- Auf den Trümmern des Paradieses, regia di Josef Stein (1920)
- Lederstrumpf, 2. Teil: Der Letzte der Mohikaner, regia di Arthur Wellin (1920)
- Die Todeskarawane, regia di Josef Stein (1920)
- The Last of the Mohicans, non accreditato, regia di Clarence Brown e Maurice Tourneur (1920)
- Johann Hopkins, der Dritte, regia di Wolfgang Neff (1921)
- Ihre Hoheit die Tänzerin (1922)
- The Silent Command, regia di J. Gordon Edwards (1923)
- The Rejected Woman, regia di Albert Parker (1924)
- L'uomo che prende gli schiaffi (He Who Gets Slapped), non accreditato, regia di Victor Sjöström (1924)
- The Midnight Girl, regia di Wilfred Noy (1925)
- Daughters Who Pay, regia di George Terwilliger (1925)
- Punchinello, cortometraggio, regia di Duncan Renaldo (1926)
- How to Handle Women, non accreditato, regia di William James Craft (1928)
- The Veiled Woman, regia di Emmett J. Flynn (1929)
- Prisoners, regia di William A. Seiter (1929)
- The Thirteenth Chair, regia di Tod Browning (1929)
- Il re del jazz (The King of Jazz), regia di John Murray Anderson e (non accreditato) Pál Fejös (1930)
- Such Men Are Dangerous di Kenneth Hawks (non accreditato) (1930)
- La seduzione del peccato (Wild Company), regia di Leo McCarey (1930)
- La spia (Renegades), regia di Victor Fleming (1930)
- Valzer viennese (Viennese Nights, regia di Alan Crosland (1930)
- Oh, for a Man, regia di Hamilton MacFadden (1930)
- Dracula (Dracula), regia di Tod Browning (1931)
- Fifty Million Frenchmen, regia di Lloyd Bacon (1931)
- Sempre rivali (Women of All Nations), non accreditato, regia di Raoul Walsh (1931)
- Il cammello nero (The Black Camel), regia di Hamilton MacFadden (1931)
- Broadminded, regia di Mervyn LeRoy (1931)
- Il dottor Miracolo (Murders in the Rue Morgue), regia di Robert Florey (1932)
- L'isola degli zombies (White Zombie), regia di Victor Halperin (1932)
- Chandu the Magician, regia di William Cameron Menzies e Marcel Varnel (1932)
- Bacio mortale (The Death Kiss), regia di Edwin L. Marin (1932)
- L'isola delle anime perdute (Island of Lost Souls, 1932), regia di Erle C. Kenton
- The Whispering Shadow, regia di Colbert Clark e Albert Herman (1933)
- Night of Terror (noto anche con il titolo He Lived to Kill), regia di Benjamin Stoloff (1933)
- International House, regia di A. Edward Sutherland (1933)
- Orizzonti di fuoco (The Devil's in Love), non accreditato, regia di William Dieterle (1933)
- The Return of Chandu, regia di Ray Taylor (1934) - di questo film esistono due versioni: una della durata di 65' e una, divisa in 12 capitoli, di 208'
- The Black Cat, regia di Edgar G. Ulmer (1934)
- Gift of Gab, regia di Karl Freund (1934)
- The Mysterious Mr. Wong, regia di William Nigh (1934)
- Chandu on the Magic Island, regia di Ray Taylor (1935)
- La morte azzurra (The Best Man Wins), regia di Erle C. Kenton (1935)
- Mark of the Vampire, regia di Tod Browning (1935)
- The Mystery of the Marie Celeste, regia di Denison Clift (1935)
- The Raven, regia di Lew Landers (1935)
- Un dramma per televisione (Murder by Television), regia di Clifford Sanforth (1935)
- Il raggio invisibile (The Invisible Ray), regia di Lambert Hillyer (1936)
- Postal Inspector, regia di Otto Brower (1936)
- Shadow of Chinatown, regia di Robert F. Hill (1936) - di questo film esistono due versioni: una della durata di 65 minuti e una, divisa in 15 capitoli, di 300 minuti
- S.O.S. Coast Guard, regia di Alan James e William Witney (1937)
- The Phantom Creeps, regia di Ford Beebe e Saul A. Goodkind (1939)
- Il figlio di Frankenstein (Son of Frankenstein), regia di Rowland V. Lee (1939)
- The Gorilla, regia di Allan Dwan (1939)
- Ninotchka, regia di Ernst Lubitsch (1939)
- Occhi neri di Londra (The Dark Eyes of London), regia di Walter Summers (1940)
- The Saint's Double Trouble, regia di Jack Hively (1940)
- Black Friday, regia di Arthur Lubin (1940)
- Notti di terrore, conosciuto anche come Minaccia occulta e come La notte dei pipistrelli (The Devil Bat), regia di Jean Yarbrough (1940)
- You'll Find Out, regia di David Butler (1940)
- The Invisible Ghost, regia di Joseph H. Lewis (1941)
- The Black Cat, regia di Albert S. Rogell (1941)
- Spooks Run Wild, regia di Phil Rosen (1941)
- L'uomo lupo (The Wolf Man), regia di George Waggner (1941)
- Black Dragons, regia di William Nigh (1942)
- Il terrore di Frankenstein (The Ghost of Frankenstein), regia di Erle C. Kenton (1942)
- Il corpo scomparso (The Corpse Vanishes), regia di Wallace Fox (1942)
- Night Monster, regia di Ford Beebe (1942)
- A mezzanotte corre il terrore (Bowery at Midnight), regia di Wallace Fox (1942)
- Frankenstein contro l'uomo lupo (Frankenstein Meets the Wolf Man), regia di Roy William Neill (1943)
- Spettri all'arrembaggio (Ghosts on the Loose), regia di William Beaudine (1943)
- L'uomo scimmia (The Ape Man), regia di William Beaudine (1943)
- Voodoo Man, regia di William Beaudine (1944)
- Il ritorno del vampiro (The Return of the Vampire), regia di Lew Landers (1944)
- Return of the Ape Man, regia di Phil Rosen (1944)
- La iena - L'uomo di mezzanotte (The Body Snatcher), regia di Robert Wise (1945)
- Scared to Death, regia di W. H. Cabanne (1947)
- Il cervello di Frankenstein (Bud Abbott Lou Costello Meet Frankenstein), regia di Charles Barton (1948)
- Bela Lugosi e il gorilla di Brooklyn (Bela Lugosi Meets a Brooklyn Gorilla), regia di William Beaudine (1952)
- Glen or Glenda, regia di Edward D. Wood Jr. (1953)
- La sposa del mostro (Bride of the Monster), regia di Edward D. Wood Jr. (1955)
- Il sonno nero del dottor Satana (The Black Sleep), regia di Reginald Le Borg (1956)
- Plan 9 from Outer Space, regia di Edward D. Wood Jr. (1959)

## Doppiatori italiani
- Corrado Racca in Notti di terrore e Il cervello di Frankenstein
- Gabriele Carrara in Un dramma per televisione (ridoppiaggio), A mezzanotte corre il terrore (ridoppiaggio)
- Amilcare Pettinelli in Il figlio di Frankenstein
- Lamberto Picasso in Il terrore di Frankenstein
- Mario Besesti in La jena
- Elio Pandolfi in Dracula (1ª edizione)
- Pietro Ubaldi in Dracula (2ª edizione)
- Ambrogio Colombo in Dracula (3ª edizione)
- Glauco Onorato in Il terrore di Frankenstein (ridoppiaggio)
- Michele Kalamera in Il dottor Miracolo (ridoppiaggio)